# Grace Moore
Pour les articles homonymes, voir Moore.
Pour la joueuse irlandaise de rugby à XV, voir Grace Moore (rugby à XV).
Grace Moore, née le 5 décembre 1898 à Slabtown (Tennessee) et morte le 26 janvier 1947 à Copenhague est une actrice et chanteuse américaine.

## Carrière
Ses talents de chanteuse lyrique sont modestes : sa voix de soprano est manifestement de qualité mais selon le journaliste musical Vincent Sheean, elle n'a pas de mémoire, pas d'imagination et aucune persévérance. Elle fait toutefois une petite carrière au Metropolitan Opera où elle débute en 1928 dans La Bohème. Elle s'illustre dans répertoire limité mais est saluée pour son incarnation de Louise qu'elle travaille avec le compositeur.
Elle meurt en 1947 dans un accident d'avion à l'aéroport de Copenhague au Danemark, dans lequel son accompagnateur, Jean-Loup Peltier, pianiste de 23 ans, premier prix du Conservatoire 1945 et le prince Gustave-Adolphe de Suède trouvent également la mort.

## Filmographie
- 1930 : A Lady's Morals de Sidney Franklin : Jenny Lind
- 1930 : New Moon (en) de Jack Conway : Princesse Tanya Strogoff
- 1932 : Jenny Lind d'Arthur Robison : Jenny Lind
- 1934 : Une nuit d'amour (One Night of Love) de Victor Schertzinger : Mary Barrett
- 1935 : Aimez-moi toujours (Love Me Forever), de Victor Schertzinger : Margaret Howard
- 1936 : Sa Majesté est de sortie (The King Steps Out) de Josef von Sternberg : Élisabeth de Wittelsbach dite Sissi
- 1937 : Le Cœur en fête (When You're in Love) de Robert Riskin : Louise Fuller
- 1937 : Kidnappez-moi, Monsieur! (I'll Take Romance) d'Edward H. Griffith : Elsa Terry
- 1939 : Louise d'Abel Gance : Louise